# Od13
Od13 – polskie oznaczenie na PKP parowozu osobowego austriackiej serii kkStB 4, o układzie osi 2'B. Parowóz wykorzystywał silnik bliźniaczy na parę nasyconą. Zbudowano ich 213 sztuk od 1885 roku, z czego do 29 używano w Polsce.

## Historia
W ostatnim dwudziestoleciu XIX wieku na kolei austriackiej pojawiły się nowe, cięższe wagony osobowe kursujące w pociągach pośpiesznych. Spowodowało to konieczność skonstruowania nowych, mocniejszych parowozów. Pierwsze takie maszyny opuściły fabrykę Wiener Neustädter Lokomotivfabrik (dawniej Sigl) w Wiener Neustadt w 1885 r. Zostały oznaczone na państwowych kolejach kkStB jako seria 4. Ich konstrukcja stanowiła ulepszenie lokomotyw serii 2.
W latach 1885–1897 fabryka Wiener Neustädter Lokomotivfabrik i w mniejszych liczbach fabryki Lokomotivfabrik Floridsdorf, StEG i Krauss w Linzu wyprodukowały ogółem 200 lokomotyw tej serii. Otrzymały one na kkStB numery od 401 do 580 (od 1905 roku zmienione na 4.01 do 4.180), od 594 do 599 (później 4.194 do 4.199) oraz od 10401 do 10414 (później 4.201 do 4.214).
Ponadto, między 1893 a 1909 rokiem koleje kkStB poddały rekonstrukcji 13 starszych, zbudowanych w latach 1879–1880 lokomotyw serii AF III Kolei Franciszka Józefa (KFJB), modernizując je do standardu lokomotyw serii 4 i uzyskując w ten sposób lokomotywy o numerach 4.181 do 4.193. Należy zauważyć, że nie było lokomotywy o numerze 4.200, stąd mimo najwyższego numeru 4.214, wyprodukowano lub zmodernizowano 213 lokomotyw serii 4.
Lokomotywy te w zależności od producenta różniły się nieco wymiarami i parametrami

## Służba po I wojnie światowej
Po zakończeniu I wojny światowej część lokomotyw trafiła do nowo powstałych państw po rozpadzie monarchii austro-węgierskiej. W Polsce znalazło się 29 lokomotyw tej serii, które oznaczono jako seria Od13. W 1926 roku PKP eksploatowały 24 parowozy tego typu. Były one wówczas już przestarzałe i zostały wycofane z użytku jeszcze przed 1935 rokiem.
52 lokomotywy znalazły się po I wojnie światowej w Czechosłowacji, z czego 38 weszło do eksploatacji na kolejach ČSD, otrzymując oznaczenie jako seria 254.2 (numery 254.201 do 238). Ostatnie wycofano ze służby w 1937 roku.
12 lokomotyw trafiło po wojnie na koleje włoskie (numery od 543.001 do 543.012), 10 na koleje rumuńskie, 18 na jugosłowiańskie, kilka na koleje rosyjskie lub radzieckie. Pozostałe jeździły na Kolejach Austriackich (BBÖ) do lat 30.

## Opis
Parowóz osobowy z dwucylindrowym silnikiem bliźniaczym, na parę nasyconą, o układzie osi 2'B (2'B n2). Kocioł dość nisko między kołami (oś kotła na wysokości 2035 mm). Na kotle był wysoki dzwonowaty zbieralnik pary z zewnętrznymi zaworami bezpieczeństwa, a za nim cylindryczna piasecznica, dostarczająca piasek przed pierwszą oś wiązaną. Komin miał baniasty odiskiernik. Dymnica miała typowe dla parowozów austriackich dwuskrzydłowe drzwiczki.
Ostoja parowozu była zewnętrzna. Rozstaw sztywny osi wiązanych wynosił 2500 mm, rozstaw osi wózka: 1700 mm. Przedni dwukołowy wózek toczny systemu Campera osadzony był, jak w serii 2, na sworzniu z przesuwem bocznym.
Parowóz miał dwucylindrowy silnik bliźniaczy, z mechanizmem rozrządu Stephensona. Napędzana była pierwsza oś wiązana, napęd na koła wiązane o średnicy 1780 mm przenoszony był poprzez korby Halla.

## Dane techniczne[4]
- tender serii – 12 Cl3
- pojemność skrzyni na wodę – 12,0 m³
- pojemność skrzyni na węgiel – 7,0 t
- masa służbowa – 32,5 t